# Alphonse Louis Galbrund
Alphonse Louis Galbrund, né le 30 juin 1810 à Paris et mort en 9 juin 1885 à Neuilly-sur-Seine, est un peintre français.

## Biographie
Alphonse Louis Galbrund est le fils de Claude Mathurin Galbrund, ébéniste, et d'Euphrosine Debray. Son frère Stanislas Galbrund sera ébéniste comme son père.
Il effectue un service militaire de sept ans, puis part pour l'Italie. Il devient élève de Jean-Baptiste Regnault et d'Antoine-Jean Gros, et expose au Salon de 1839 à 1885.
Il épouse Jeanne Even. Le couple donne naissance à Marie Laurence, qui exposera également au Salon.
Il obtient une médaille de troisième classe à Paris.
Après la mort de Jacques-François Ochard, il est nommé conservateur du musée du Havre jusqu'à ce qu'une paralysie l’empêche d'exercer, en 1884.
Il meurt à son domicile de Neuilly-sur-Seine à l'âge de 74 ans.

## Œuvres exposées aux Salons parisiens
- Portrait de M. B., au Salon de 1839
- Jeune Italienne malade, au Salon de 1843
- Portrait d'homme, au Salon de 1844
- Portrait d'enfant, au Salon de 1844
- Portrait de M. le général Paulin, au Salon de 1845
- Portrait de Mlle D., au Salon de 1845
- Portrait de M. G…, au Salon de 1846
- Portrait de M. A., au Salon de 1846
- Portrait de Mlle R., au Salon de 1846, dessin
- Portrait de Mme de A. D., au Salon de 1849
- Portrait de M. M., au Salon de 1849
- Le verrou, au Salon de 1852
- Portrait de M. Lafontaine, artiste du Gymnase, au Salon de 1853
- La Chambrière, au Salon de 1855
- Portrait de Mlle G., au Salon de 1855
- Portrait de Mlle J., au Salon de 1855
- Portrait de M. Provost de la Comédie-Française, au Salon de 1855
- Portrait de Mme B., au Salon de 1857
- Portrait de Mme la baronne de L., au Salon de 1857
- Portrait de Mlle Le G., au Salon de 1857
- Portrait du docteur Cabarrus, au Salon de 1857
- Portrait de Mme., au Salon de 1859
- Portrait de Mlle., au Salon de 1859
- Portrait de Mlle., au Salon de 1859
- Portrait de Mme de G., au Salon de 1861
- Portrait de Mme R., au Salon de 1861
- Portrait de Mme B., au Salon de 1861
- Portrait de Mme C., au Salon de 1861
- Portrait de Mme X*, au Salon de 1862, fusain (Toulouse)
- Étude de jeune fille, au Salon de 1863
- Portrait de Mme L., au Salon de 1863
- Portrait d’enfant, au Salon de 1864
- L’Écolière, au Salon de 1865
- Portrait d’homme, au Salon de 1866
- Marie, au Salon de 1867
- Portrait de Mme S., au Salon de 1868
- Portrait de femme, au Salon de 1869
- Portrait de jeune fille, au Salon de 1869
- La jeune ménagère, au Salon de 1870
- Portrait de M. le Comte Dubois, au Salon de 1870
- Portrait de femme, au Salon de 1870 (Besançon)
- Portrait de l'abbé *, au Salon de 1872
- Portrait de Mlle C., au Salon de 1872
- Portrait d’enfant, au Salon de 1873
- Portrait de Mme P. de C., au Salon de 1874
- Portrait de Mme L., au Salon de 1874
- Portrait de Mme A., au Salon de 1874
- Consolation, au Salon de 1875
- Portrait de Mlle *, au Salon de 1875
- Portrait de Mlle *, au Salon de 1875
- Portrait de Mme A., au Salon de 1876
- Portrait de Mme P., au Salon de 1876
- Portrait de Mme *, au Salon de 1877
- Portrait de Mme *, au Salon de 1877
- Rêverie, au Salon de 1878
- La Grand'mère, au Salon de 1878
- Une Quêteuse (premier Empire), au Salon de 1878
- Portrait de M. M., au Salon de 1879
- Portrait de Mlle P., au Salon de 1879
- Le Gâteau des rois, au Salon de 1880
- Portrait de Mlle L., au Salon de 1880
- Portrait de jeune fille, au Salon de 1881
- La Repriseuse, au Salon de 1882
- Portrait d'enfant, au Salon de 1882
- Portrait de M., au Salon de 1883
- Bohémienne, au Salon de 1885